# Rasputitsa
Rasputitsa (russisk: распу́тица, tr. rasputitsa, dansk: ~ årstiden med dårlige veje eller vejløshed) er en periode to gange om året, hvor vejene bliver ufremkommelige i Hviderusland, Rusland og Ukraine. Ordet kan også oversættes med "morads-årstiden" fordi de store flade sletter i denne periode bliver mudrede og sumpede, og alle veje uden brolægning bliver næsten ufremkommelige. Udtrykket betyder både årstiden, "forårs rasputitsa" og "efterårs rasputitsa", samt vejenes tilstand.
Rasputitsa rammer hårdest om foråret, på grund af den smeltende sne, men optræder også om efteråret på grund af kraftige regnskyl.

## Konsekvenser under krigstid

### Napoleons krigene
Rasputitsa er velkendt som en stor fordel for forsvarerne i krigstid. Napoleon betragtede Ruslands mudder som en meget væsentlig forhindring.

### Under anden verdenskrig
Under 2. Verdenskrig fik den månedlange mudder-periode den tyske fremrykning under slaget om Moskva til at gå i stå, og kan have hjulpet med til at redde den sovjetiske hovedstad.

## Finland
Det tilsvarende begreb på finsk er rospuutto, der betyder "vejløshed" (samme ord som på russisk), eller kelirikko, hvilket betyder "tøbrud". Alle ikke brolagte veje bliver til mudder. I gamle dage gjorde det dem praktisk taget ubrugelige. Moderne veje er brugbare, men kan være glatte i farlig grad. I den finske skærgård kaldes perioden kelirikko eller (på svensk) menföre, hvilket antyder at isen er for tynd til at kunne bære folk eller køretøjer, men for hård til at den kan passeres af mindre skibe, der ikke er forstærket til sejlands i is. De eneste brugbare køretøjer under kelirikko er hovercraft, hydrokoptere eller fly såsom helikoptere. I modsætning til Rusland indtræffer rospuutto kun om foråret i Finland, når sneen smelter og nedbøren skifter fra sne til vand.

## Billeder
- Østfronten, Wehrmacht soldater trækker en bil ud af mudderet, oktober 1941
- Landsbygade nær Moskva, november 1941
- Wehrmacht soldater trækker en bil ud af mudderet, november 1941
- Wehrmacht hestevogn sidder fast i det dybe mudder, marts-april 1942